# D'où viens-tu, bergère ?
D'où viens-tu, bergère ? est un chant de Noël traditionnel en langue française, qui remonte au moins au milieu du XIXe siècle ; il figure pour la première fois dans un recueil publié en 1880 au Canada, présenté comme un chant populaire non utilisé en contexte liturgique. Son origine n'est pas connue, mais il est probable qu'il ait été écrit au Canada ; une adaptation en langue anglaise existe dès la fin du XIXe siècle. Il figure toutefois également dans un recueil de chansons recueillies dans l'Ille-et-Vilaine publié en 1884.
Particulièrement populaire au Canada dans sa version en langue française, près d'une centaine d'enregistrements en sont disponibles, généralement dans des recueils sur le thème de Noël. 